# Paul-Godefroi de Berlo de Franc-Douaire
Pour les articles homonymes, voir De Berlo de Franc-Douaire.
Paul-Godefroi de Berlo de Franc-Douaire, né le 22 décembre 1701 à Stave, dans la Principauté de Liège (aujourd’hui en Belgique) et décédé le 19 janvier 1771 à Nivelles (Belgique) est le treizième évêque du diocèse de Namur, qu’il gouverne de 1740 à sa mort.  

## Biographie
Né au château de Franc-Douaire, aujourd’hui en ruines, à Stave, Paul-Godefroi est le fils de Paul-Marie de Berlo de Franc-Douaire et de Marie-Albertine de Berlo. Il est ordonné prêtre le 24 avril 1734.
De Berlo est chanoine de la collégiale de Huy et prévôt de Nivelles lorsque, en 1740, il est nommé au siège épiscopal de Namur par l’impératrice Marie-Thérèse, et consacré évêque le 9 avril 1741. Cette nomination politique ne fut confirmée que plusieurs années plus tard, le 5 décembre 1746, par le pape Benoît XIV.
Par suite des malheurs de la guerre – la ville de Namur subit plusieurs sièges dans le siècle précédent – le diocèse est dans un état déplorable. Endommagées et rançonnées particulièrement par les armées de Louis XIV et de Louis XV (1692 et 1746) de nombreuses églises sont ruinées. Le désordre règne partout. En outre la construction d’un somptueux palais épiscopal par son prédécesseur a laissé de lourdes dettes. 
Cela n’empêche pas de Berlo d’ouvrir le chantier de la nouvelle cathédrale Saint-Aubain en 1751. Les travaux dureront une vingtaine d’années. Bâtisseur dans l’âme l’évêque restaure ou reconstruit de nouvelles églises. En 1750 il restaure le séminaire de Namur. Souvent il y va de sa fortune personnelle.
Paul-Godefroi de Berlo meurt à Nivelles le 19 janvier 1771, alors qu’il se trouvait chez sa sœur, abbesse du chapitre de chanoinesses. Son corps fut ramené à Namur où il est enterré dans sa cathédrale.